# Maria Boodschaplyceum (Brussel)
Het Maria Boodschaplyceum is een katholieke school voor middelbaar onderwijs in Brussel.  Dit lyceum van de zusters annuntiaten en ligt in de Moutstraat en verstrekt algemeen secundair onderwijs (ASO).
De school is van oorsprong een meisjesschool en ging in september 1941 van start. Tegenwoordig is het Maria Boodschaplyceum ook toegankelijk voor jongens. Het behoort samen met het Imelda-Instituut in Anderlecht en Brussel en het Mater Dei-Instituut in Sint-Pieters-Woluwe tot een hele reeks scholen in Brussel, Halle en Heverlee die opgericht werden door de annuntiaten van Heverlee.  Samen met veertien andere Brusselse katholieke scholen behoort ze tot de Scholengemeenschap voor Katholiek Secundair Onderwijs Sint-Gorik.
Het lyceum biedt de richtingen Grieks-Moderne talen, Grieks-Wiskunde, Latijn-Moderne talen, Latijn-Wetenschappen, Latijn-Wiskunde, Economie-Moderne talen, Economie-Wiskunde, Moderne talen-Wetenschappen, Wetenschappen-Wiskunde en Humane-Wetenschappen aan.